# Camenta obesa
Camenta obesa är en skalbaggsart som beskrevs av Hermann Burmeister 1855. Camenta obesa ingår i släktet Camenta och familjen Melolonthidae. Inga underarter finns listade.